# Vlado Simcich Vava
Vlado Simcich Vava (Rijeka, 1964.), riječki gitarist, autor, producent, najpoznatiji po činjenici da je bio članom grupe Laufer u njihovu najintenzivnijem razdoblju od 1993. pa do razlaza 1996. godine, kada su i objavljeni svi nosači zvuka.

## Karijera
Prije negoli se pridružio grupi Laufer bio je članom En Face, od 1988. do 1990. godine tijekom čega je sastav zabilježio niz uspješnih nastupa na lokalnim festivalima RiRock i Gitarijade, a također i zapaženi nastup na "Zaječarskoj gitarijadi", 1988. godine.
Nakon prestanka rada Laufera, zajedno s bubnjarem Alenom Tibljašom, te basistima Samirom Šverkom, ta kasnije Borisom Pleićem osniva trio Mone s kojima objavljuje album Tresgringos (Texas, Dallas Records, lipanj 1997.), ali nakon tek nekoliko nastupa sastav se gotovo gasi. Drugi, i posljednji, album Zoom (Croatia Records, kolovoz 1999.), u potpunosti autorski, Vava snima s dvojicom bubnjara: Nenadom Tubinom (ex Let 3, Regoč) i Alenom Tibljašom. Album sadrži zapaženi singl Ostani, popularan na lokalnim radijskim postajama te u klupskim prostorima. Krajem 1999. godine raspušta zauvijek Mone. 

## Suradnje
Tijekom 90-ih godina, te u 21. stoljeću, stalno surađuje s bivšim sastavom En Face, i to u ulozi producenta, gitariste i koautora (tekst evergreena "S dlana boga pala si"), također producira album prvijenac riječkog alternativnog sastava Gipss ("Uh!"), zagrebačkih Malehookersa, surađuje s bivšim kolegom Urbanom na njegovu remek-djelu "Žena dijete", i konačno, postaje stalnim suradnikom ženskom pop kvartetu E.N.I., prvenstveno kao autor hitova "Oči su ti ocean", "Polaroid", "Crna kutija", "Jezero od mlijeka"  te drugih. 
Za talentiranu i nagrađivanu slovensku autoricu i pjevačicu Neishu napisao je tekst "Ljubav je domino". Prvi je to bio njezin singl s albuma "Miles Away" (Dallas Records) pripremljen za hrvatsko tržište, objavljen u ožujku, 2009. godine.

## Blagdan Band
Krajem 1995. godine kao član riječke neobaveznog sastava Blagdan Band snima album uživo "Palach's Not Dead" ("Dilema", travanj 1996.), na kojem su zabilježene pjesme Eddieja Cochrana, Iggyja Popa, Ramonesa, Neila Younga, Sex Pistolsa te drugih. Omot za album napravio je poznati hrvatski strip crtač Dubravko Mataković. Početkom 21. stoljeća snimaju verziju pjesme "Rockin' all over the World", Johna Fogertyija, u njihovoj verziji nazvana "60.minuta".

## Samostalni rad

### Del mono
Godine 2005. objavljuje prvi samostalni album, Del Mono (Dallas Records), na kojem mu gostuju pjevačice Meri Trošelj, Iva Močibob (E.N.I.) i Ana Kabalin (Metrobolik), te pjevači Damir Urban, Leo Rumora (Ogledala), Nikola Marjanović (Sane), Aljoša Šerić (Ramirez), Ivan Dečak (Vatra). Posebno mjesto u radijskoj difuziji zabilježile su pjesme 'Letimo' s Meri Trošelj, te 'Mjesto za vlastitog Boga' s Nikolom Marjanovićem.

### Soundtrack: Lanterna iskopanog oka
Nakon toga okreće se potpuno novom stilskom izričaju – ambijentalnom rocku. U lipnju 2008. godine objavljuje "Soundtrack" (Dallas Records), jedinstveni spoj instrumentalnih glazbenih brojeva, na tragu Rya Coodera, Briana Enoa i Morriconea, i literature. Naime, 10 instrumentala sa "Soundtracka" je poslužilo kao prateći zvučni niz za novelu "Lanterna iskopanog oka", u kojem se slijedi mladog avanturistu Fausta Serdoza na njegovu putovanju po različitim geografskim destinacijama (Island, Mafra, Atacama, New York, Jeruzalem, Rim, Berlin, Kamčatka, Tristan da Cunha). Album "Soundtrack" proglašen je jednim od najboljih instrumentalnih albuma u Hrvatskoj, te je u godišnjim kritičarskim inventurama zauzimao odreda visoka mjesta. Također je, u klasifikaciji objavljenoj u Jutarnjem listu, zauzeo 19. mjesto, od 25, u rekapitulaciji prvog desetljeća 21. stoljeća ukupne bogate hrvatske diskografske produkcije. 

### Poljubac je izdaja
Već sljedeće godine, u studenome 2009., Vava objavljuje album "Poljubac je izdaja" (Dallas Records), na kojem metaforički tumači život biblijskog lika Jude Iškariotskog i to kroz 20 glazbenih instrumentalnih minijatura. Album sadrži poemu "Dozvolite mi da se predstavim" prevedenu na hebrejski, perzijski, engleski, talijanski te njemački jezik. Na albumu su i dva bonusa (Njujork, Tristan da Cunha) snimljena uživo s nastupa u Ljubljani i Puli, gdje se predstavio publici prije Sinead O'Connor, u lipnju 2009. Album "Poljubac je izdaja" miksao je Matej Zec, član sastava Let 3 i Morso. I ovaj album, kao i prethodni, snimljen je analognom tehnologijom na 4-kanalnom kasetnom porta studiju, Fostex.

### Cinemascope Blues
Kataloške oznake LP 011 Dallas Records, Vava je sredinom siječnja 2012. godine objavio i posljednji album iz ambijentalnog serijala, Cinemascope Blues. Naslov je realiziran u formi 12 inčnog vinila uz koji ide i vaučer za besplatno preuzimanje mp3 cjelokupnog materijala. Na albumu se nalazi sedam autorskih tema, te obrada tradicionala Amazing Grace, a ploča je posvećena britanskoj divi Amy Winehouse. Produkciju potpisuju Matej Zec i Vava, a cover art, kao i na prethodnim naslovima Soundtrack i Poljubac je izdaja, je djelo Mladena Stipanovića.
Za dokumentarni film, Bosanoga, redateljice Morane Komljenović, čija je premijera održana u Rijeci, u prosincu 2011. godine, Vava je najvećim dijelom participirao u izradi glazbe.

## Ostala izdanja
Na trostrukoj kompilaciji "Antologija riječkog novog vala" (Dallas Records, veljača 2008.) zastupljen je samostalnom snimkom "Stigma", te u sklopu En Face, 'Kuća', obje iz 1988.godine.

## 7-inčni singl 'Summertime'/'Also Sprach Zarathustra'
Nakon konceptualnog albuma Poljubac je izdaja, Vava je za ljetne mjesece 2010. godine pripremio novo izdanje. Ovog je puta posegnuo za klasičnim filmskim temama: Gershwinovom, prikladnu dobu u kojem se i objavljuje, Summertime, te poznatom glazbenom temom iz Kubrickova filma Odiseja 2001., Also Sprach Zarathustra, austrijskog klasičara, Johanna Straussa.
Radi se o singlu, a izdavač, Dallas Records, i autor odlučuju se na do sada nikada viđenu kombinaciju u hrvatskoj diskografiji – sedam inčnom vinilnom singlu na 45 okretaja koji u svom omotu sadržavaju i isti materijal na CD-u.
Dizajner omota je Mladen Stipanović, ne samo Vavin suradnik na njegova prethodna dva instrumentalna albuma, već i Let3, ENI, En Face, te mnogih drugih. Singl je objavljen u ekskluzivnom tiražu od samo 300 komada i neće se, nakon nestanka s tržišta, nadotiskati ili reizdavati. Miksanje je materijala, kao i do sada, rad Mateja Zeca.

## RI-VAL
Član je, kao i većina riječkih glazbenika svih generacija, supergrupe Ri-val, i koautor pjesama "Go home"  (1991.) i "Ajmo Rijeka"  (1997.).

## Odstranjivač ljubavi (Amolitium Amoris)
Bez spektakularnih prethodnih najava Vava se konačno okušao i u literarnom izričaju objavivši književni prvijenac naslova "Odstranjivač ljubavi (Amolitium Amoris)" u izdanju ICR sredinom veljače, 2012., te je u kratkom razdoblju predstavljen u Rijeci, Zagrebu i Puli.
Boris Perić, autor desetaka knjiga, rezimirao je u pogovoru: "Odstranjivač ljubavi kao priručni eliksir svakodnevnog preživljavanja u koordinatama posvemašnje urbane otupjelosti pretvara se u Vavinim rukama u kirurško oruđe, koje ljubav iz kolopleta njenih tobožnjih realizacija izdvaja kao nepoznanicu, a pitanja što bismo ih inače postavljali vlastitom srcu izbacuje na ploču društvene igre, čiji cinični kodovi, precizno kao nekoć smrt, životima protagonista daju oblik i smisao..."
Knjiga sadrži 4 kratke priče (Uživo iznad Hartere, eponimnu Odstranjivač ljubavi, Trojanski konj u meni, te A dan je tako lijepo počeo...) i roman Oklijevanja, u kojemu se preispituju višeslojni emocionalni odnosi među likovima. Roman nije pisan linearnom naracijom već preskokce, slijedeći neočekivane asocijacije kojima se prepuštaju (anti)junaci priče.
Kratke pripovijetke obrađuju teme suicida, razotkrivenih tajnih veza i nemilosrdnu analizu lažnih emocija.
Autor koristi moderni urbani leksik, što se posebice daje iščitati iz živih i dinamičnih dijaloga u Oklijevanjima te Trojanskom konju.
Naslovnicu knjige dizajnirao je Mladen Stipanović.

## Ouija
Krajem listopada 2012., u izdanju Dallas Recordsa objavljen je mini album mističnog imena 'Ouija' koji Vava potpisuje s E.N.I. Na prvom zajedničkom proizvodu Vava je autor svih šest pjesama, te bonusa koji su uključeni u 'skriveni' dio CD-a. Četiri pjesme producirao je sam autor uz nezaobilaznu pomoć Mateja Zeca, dok su po jednu u potpunosti producirali, odsvirali i aranžirali Davor Tolja (Tokyo Boy) te Elvis Stanić (Samo pola mene). Uključena je i pomoć instrumentalista Bobe Grujičića (ex Grad) na bubnjevima, basiste Vladimira Tomića (grupa Moskva), te Vedrana Križana na klavijaturama (Fiumens, Manofon).
Osim rada na ovom albumu, Vava je tijekom iste godine gostovao na albumu prvijencu 'Poligraf', grupe Moskva iz Rijeke, producirajući jednu pjesmu, te svirajući lap steel i električnu gitaru.
Također je producirao i debi album riječkog indie kantautora The Anta alias Anthonyja Kukuljana, pod nazivom 'LP (Love&Pain)'.
Gostovao je i na trećem albumu My Buddy Moose s lap steel gitarom.

## Blagdan Band
Početkom veljače 2014., u izdanju Dallas Records, objavljen je drugi CD Blagdan Banda, Živio album! Deset obrada, od T. Rexa, Blura do Iggyja Popa, snimljeno je na koncertu u zagrebačkom klubu Hard Place, 22. veljače 2013. Produkciju potpisuje Matej Zec, uz Vavinu asistenciju.

## Srce od gume
U svibnju je 2014. VBZ objavio prvi cjeloviti Vavin roman, Srce od gume. Radnja je romana locirana u Rijeku i London, gdje se 1985. godine održava generacijski Woodstock, Live Aid. Knjiga je spoj fikcije i fakcije, 'rock'n'roll roman s referencijama na popularnu književnost.' Naslovnicu je dizajnirao poznati riječki arhitekt Idis Turato, a urednik izdanja je Marko Pogačar.

## Diskografija

### Laufer
- The Best Off... (Corona, veljača, 1994.)
- Pustinje (Croatia Records/T.R.I.P. Records, studeni, 1994.)
- EP (Croatia Records/T.R.I.P. Records, listopad, 1995.)
- Epitaf (Croatia Records, prosinac, 2004., kompilacija)
- The Best Off... (Dallas Records, 3CD, LP ;remaster izdanje, siječanj, 2010.)

### Mone
- Tresgringos (Texas, Dallas Records, lipanj, 1997.)
- Zoom (Croatia Records, kolovoz, 1999.)

### Blagdan Band
- Palach's Not Dead (Dilema, Pula, travanj, 1996.)

### Samostalni albumi
- Del Mono (Dallas Records, svibanj 2005.)
- Soundtrack (Dallas Records, 5. lipnja 2008.)
- Poljubac je izdaja (Dallas Records, 24. studenoga 2009.)
- Cinemascope Blues (Dallas Records, digitalno izdanje, 30. studenoga 2011./LP, siječanj 2012.).

### Suradnje
- Ouija (Dallas Records, listopad 2012.)